# Collège Adisadel
 (juin 2025).
Le contenu est difficilement compréhensible vu les erreurs de traduction, qui sont peut-être dues à l'utilisation d'un logiciel de traduction automatique.
Adisadel College, populairement connu sous le nom de « Adisco », est un internat anglican pour garçons situé à Cape Coast, au Ghana . Elle a été fondée par le révérend N. Temple Hamlyn (en) en 1910 . Adisadel College est l'un des plus anciens lycées du Ghana , et a été classé 10e sur les 100 meilleurs lycées d'Afrique par Africa Almanac en 2003, sur la base de la qualité de l'éducation, de l'engagement des étudiants, de la force et des activités des anciens élèves, du profil de l'école, de la visibilité sur Internet et dans les actualités . Récemment, ils ont été classés parmi les meilleurs lycées du Ghana  selon les normes WAEC  et sont les meilleurs lycées de Cape Coast  selon le YEN en 2024.

## Histoire
Adisadel a été créée en 1910 dans un bâtiment à Topp Yard, près de l'école Christ Church, à proximité du château de Cape Coast. L'école a commencé avec 29 garçons et en 1935, elle s'est agrandie pour accueillir environ 200 élèves. Les bâtiments scolaires ont été agrandis en 1950 par Maxwell Fry et Jane Drew . L'effectif des élèves s'élevait à 545, au moment du jubilé d'or de l'école en 1960. Au moment où l'école célébrait son centenaire en 2010, Adisadel pouvait se vanter d'avoir environ 1 500 élèves internes et 93 enseignants.
Le fondateur original de l'école était le révérend N. Temple Hamlyn (en), un missionnaire qui était alors évêque Anglican d'Accra (en) entre 1908 et 1910. L'ambition de Hamlyn était de créer une école de grammaire pour éduquer les fils des anglicans de la colonie, et également de créer un établissement d'enseignement qui servirait de terrain de formation pour le clergé.
L'Adisadel College est la deuxième plus ancienne école secondaire du Ghana après l'école Mfantsipim (en), une rivale qui a été créée par l'Église méthodiste en 1876. Adisco est également l'un des lycées les plus célèbres d'Afrique subsaharienne.

### Uniforme
L'uniforme scolaire comprend une chemise rayée noire et blanche et un short noir, reflétant directement les couleurs primaires du collège. Cette tenue distinctive a valu aux étudiants d'Adisco le surnom de « garçons zèbres ». Avant l'introduction de ce style d'uniforme dans les années 1990, les élèves de l'ancienne classe de la première à la cinquième année portaient des chemises bleues et des shorts kaki marron, tandis que ceux de la sixième année portaient des chemises blanches et des shorts marron. L'Adisadel College a été le premier établissement secondaire (en) de l'histoire du Ghana à concevoir des manteaux spéciaux pour ses préfets – rouge pour le préfet en chef, bleu pour les autres préfets et vert pour les assistants – et la tradition persiste jusqu'à ce jour .

## Cours offerts
- Entreprise;
- Sciences générales;
- Arts visuels;
- Arts généraux.

## Publications
- Adisadel sur la colline : l'histoire (1910–2010), par John S. Pobee (en), vicaire général du diocèse Anglican d'Accra (en) . Ce livre a été publié et lancé en mars 2010 pour coïncider avec le centenaire de l'école.
- The Owl est une newsletter mensuelle destinée aux étudiants et aux anciens élèves d'Adisadel College [10]
- Souvenirs d'Adisadel - Un bref aperçu historique d'ADISADEL COLLEGE, publié en 1980, par G. McLean Amissah.
- Souvenirs du Collège Adisadel 1970-1975 . Rédacteurs : Dr Paul Mensah ; Dr Kwesi Bentum, Accra, Ghana : Buck Press Ltd, 2017, (ISBN 978-9988-2-7402-3) .

## Anciens élèves notables

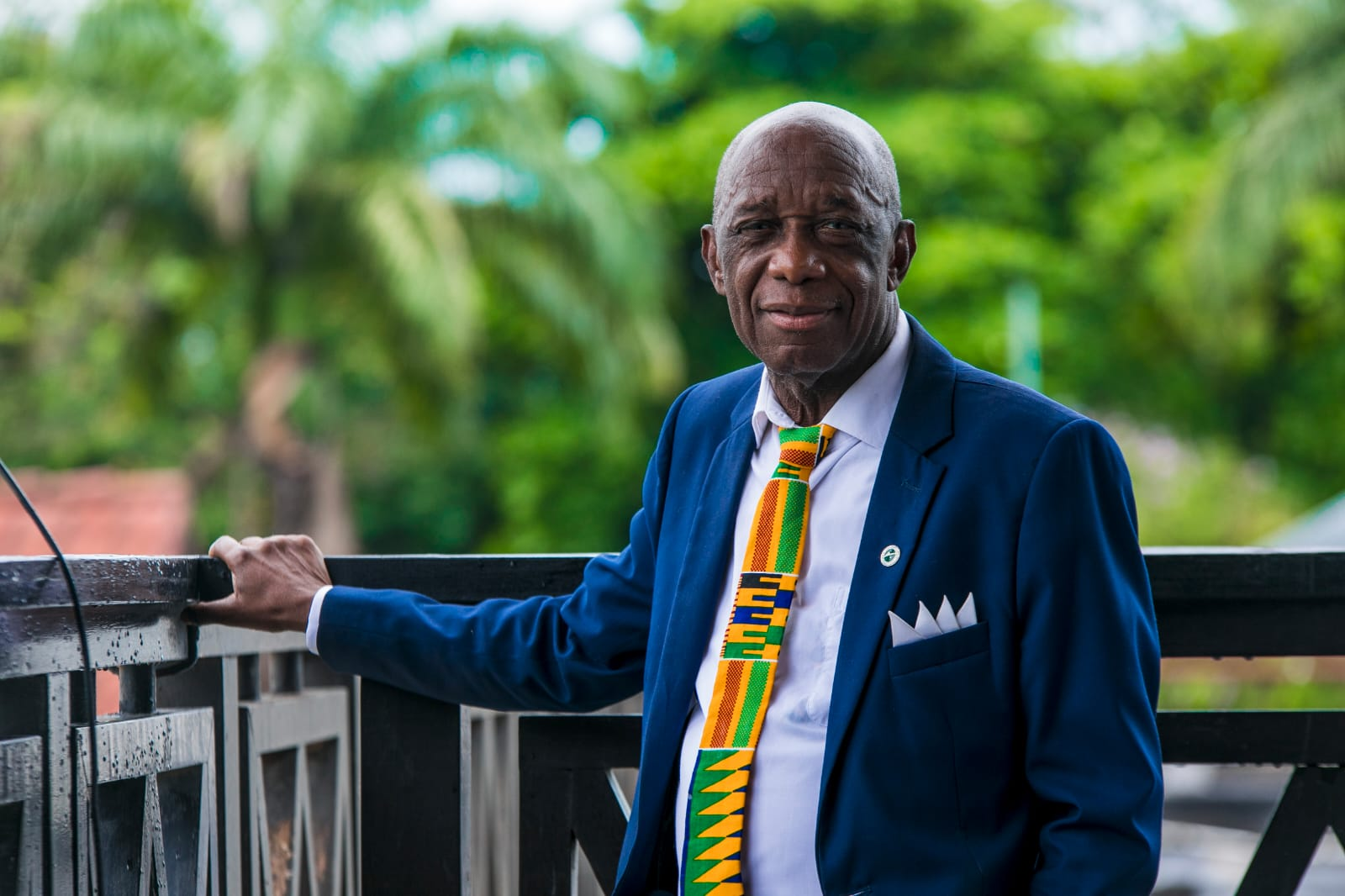
Thomas O. Mensah
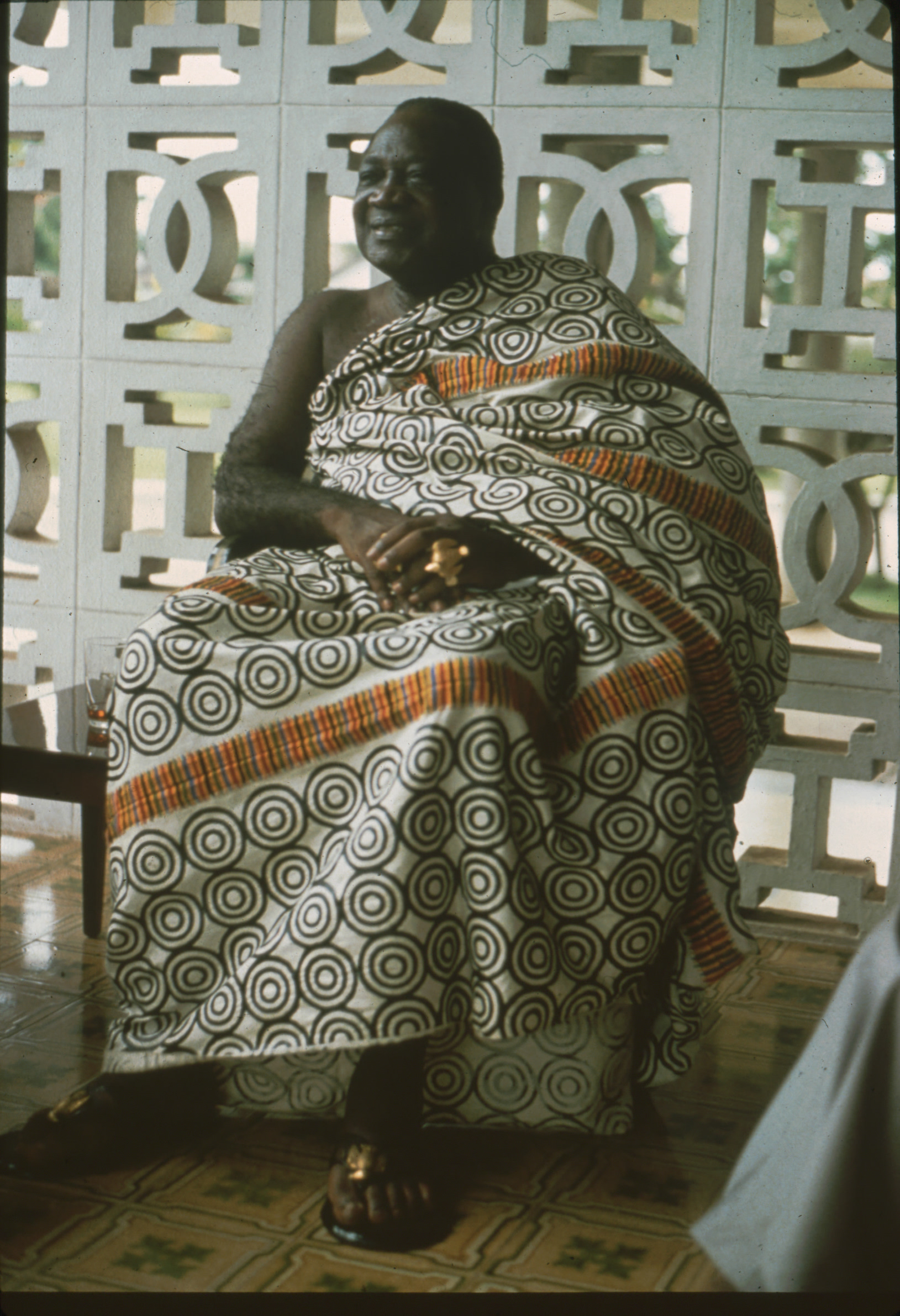
Opoku Ware II

- Chef de l'Etat : Akwasi Amankwa Afrifa
- Scientifiques : Ave Kludze (en), Thomas Mensah, Nii Quaynor
- Présidents du Parlement : Rt.Hon Jacob Hackenburg Griffiths-Randolph (en), Rt.Hon Ebenezer Sekyi-Hughes (en)
- Juges en chef : juge George Kingsley Acquah (en), juge Philip Edward Archer (en), juge Edward Kwame Wiredu (en) et juge Robert John Hayfron-Benjamin (en) (Botswana)
- Juges de la Cour suprême : juge Koi Larbi (en), juge Henry K. Prempeh (en), juge Charles Hayfron-Benjamin (en) et juge Anselmus Kludze (en)
- Procureurs généraux du Ghana (en) : Edward Nathaniel Moore (en), Godfred Yeboah Dame

## Récompenses récentes
- Gagnants de l'édition 2016 (et finalistes à quatre autres reprises) du National Science and Maths Quiz (en) [11];
- Gagnants des éditions 2016, 2017, 2018 et 2019 du Championnat national de hockey / Fête de hockey inter-écoles Citizens International (CIIS) [12];
- Vainqueurs du Championnat national de robotique 2021 [13].